# Большая синагога (Изяслав)
Большая синагога — достопримечательность иудейской архитектуры, которая находится в старой части города Изяслава на улице Шолом-Алейхема. Это одно из самых старых культовых сооружений города. В прошлом исполняла роль религиозного, культурного, социального центра кагала.

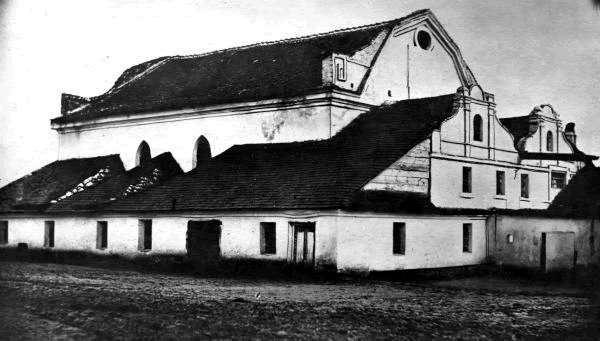
Большая синагога, 1930

Скорее всего синагога была построена в конце XVI века. Изначально это было каменное сооружение с характерными стреловидными окнами. Предназначалась исключительно для мужчин. Её южная стена прилегала непосредственно к городским стенам, из-за чего была включена в систему городских фортификаций.
Во второй четверти XVII века здесь начал свою проповедническую деятельность выдающийся еврейский богослов Натан Ганновер.